# L'uomo è forte
L'uomo è forte (noto anche come Paura sul mondo) è un romanzo distopico del 1938 di Corrado Alvaro. Ricevette il premio dell'Accademia d'Italia della letteratura 1940.
Alvaro rappresenta, in modo angosciante, il sistema di vita nei regimi totalitari: una disamina spietata della società di massa, composta da individui anonimi, omologati nelle condotte di vita e nel pensiero. Per questa ragione ne fu vietata la pubblicazione nella Germania nazista. Il romanzo fu oggetto di censura anche da parte del regime fascista che pretese il cambio del titolo (che originariamente era Paura sul mondo), la soppressione di alcune pagine (poi ridottesi a poche righe) e un'avvertenza nella quale l'Autore "dichiarava" che la trama era ambientata nella Russia stalinista. Il romanzo di Alvaro precede, esattamente di dieci anni, la celebre opera distopica di George Orwell: 1984 (Nineteen Eighty-Four, 1948).
Dal romanzo è stato tratto lo sceneggiato televisivo Paura sul mondo per la regia di Domenico Campana del 1979.

## Storia editoriale
Il libro fu pubblicato da Bompiani nel maggio 1938.
Il titolo originale avrebbe dovuto essere Paura sul mondo, ma fu cambiato su pressioni della censura, che fece tagliare anche alcune parti del testo. Il titolo originario è stato ripreso in alcune traduzioni del romanzo e nello sceneggiato televisivo che da esso fu tratto nel 1979.

## Trama
L'ingegner Roberto Dale, assente dal suo paese d'origine da molti anni a causa della guerra civile tra "Bande" e "Partigiani", accetta l'invito della sua vecchia amica Barbara a tornarvi per stabilirsi nella capitale, dove ella vive. Ben presto si rende conto di come le cose siano cambiate rispetto ai suoi ricordi: le persone fanno a gara nel mostrarsi allineate con le direttive del nuovo regime (una delle più solerti è la Segretaria del Direttore dell'azienda presso la quale trova lavoro), che propugna una società nuova ed egualitaria, slegata da molte cose del passato (come la religione) e proiettata verso il futuro. Si rende però conto che il fatto di aver vissuto per molto tempo all'estero, dove il nuovo regime non è generalmente visto con simpatia, lo rende sospetto agli occhi delle autorità, e fa fatica anche a decifrare il comportamento di Barbara, con la quale vorrebbe avere una relazione seria. Rimane molto turbato quando tre intellettuali, che una sera aveva visto con Barbara tra il pubblico di un caffè-concerto, vengono arrestati e, dopo un processo farsa, condannati per spionaggio e attività controrivoluzionaria, quindi giustiziati.
Un giorno Dale, sovrappensiero, rischia di essere investito da un tram. Un uomo che ha visto il mancato incidente si mette a chiacchierare lungamente con lui, finendo a parlare di come il regime aspiri a plasmare una nuova umanità. L'ingegnere intuisce che il suo interlocutore è un funzionario dei servizi segreti e per questo lo soprannomina "l'Inquisitore"; ha inoltre l'impressione che il loro incontro non sia stato casuale e si preoccupa che la relazione che ha con Barbara possa nuocerle. Al successivo incontro con la giovane, le propone di sposarlo; inaspettatamente, Barbara rifiuta, sostenendo che le diverse esperienze che hanno avuto li ha resi troppo differenti, e minaccia persino di denunciarlo pur di porre fine alla loro relazione. In effetti va a far visita all'Inquisitore per parlargli di Dale, ma quegli dice di conoscere già il personaggio e che lo lascerà fare perché ha ancora un compito da svolgere.
Dale incontra per strada il suo Direttore, che l'invita a casa per chiedergli un favore: quello di procurargli all'estero l'editio princeps dell'Asino d'oro di Apuleio. Dale sospetta che si tratti di una trappola a cui il Direttore si è prestato; questi nega fermamente, ma ammette di sapere che le autorità intendono servirsi di Dale per spingerlo a commettere un delitto politico. Accecato dall'ira l'ingegnere colpisce il Direttore alla testa con una macchina per scrivere, uccidendolo, dopodiché fugge dalla capitale e giunge in una zona di confine dove imperversano gli scontri tra Bande e Partigiani. Finisce in un agguato teso da questi ultimi, che credendolo affiliato alle Bande intendono giustiziarlo; per guadagnare tempo s'incolpa dell'assassinio del Direttore, ma dai giornali della capitale risulta che il colpevole sia già stato arrestato. Con Isidoro, il giovane Partigiano incaricato di sorvegliarlo, cerca di stabilire un contatto umano, ma questi tuttavia non vien meno al suo dovere di sparargli. Dale però sopravvive; altri Partigiani sopraggiunti lo credono una vittima delle Bande e lo fanno curare in ospedale, trattandolo come un martire. Dale pensa così a ritentare la fuga una volta rimessosi in forze.

## Personaggi
- Roberto Dale: il protagonista della storia, ingegnere trentaduenne. Al ritorno nel paese natale è inizialmente affascinato dal nuovo modello sociale che vede realizzato, ma presto si rende conto di come questo gli sia estraneo, per aver vissuto la maggior parte della sua vita all'estero, in società più simili a quella prerivoluzionaria. Trova un impiego adeguato alla sua formazione all'Ufficio Tecnico Industriale, ma percepisce la diffidenza dei suoi colleghi, in particolare della Segretaria.
- Barbara: giovane di ventotto anni, vecchia amica di Dale, per la quale nutre un grande affetto. Il ritorno di Dale in patria sembrerebbe dare nuova linfa alla loro relazione, ma quando Barbara si rende conto delle differenze nelle rispettive visioni del mondo decide di troncare il rapporto con lui, arrivando a denunciarlo.
- Olga: giovane cameriera dell'albergo in cui alloggia Dale. È figlia di americani e cerca in ogni modo di espatriare. Quando Dale inizia a sospettare che potrebbe denunciarlo per trarne un vantaggio personale, la tira dalla propria parte facendole credere che è nella condizione di farle ottenere un visto per l'estero.
- La Segretaria dell'Ufficio Tecnico Industriale: ha a che fare con Dale al momento della sua ricerca di lavoro. Mostra di avere una fiducia assoluta nel nuovo regime.
- Il Direttore dell'Ufficio Tecnico Industriale: "era un'amabile persona. Portava un colletto dritto inamidato, e vestiva di scuro. Contornavano il suo viso di vecchio tipo i capelli grigi e crespi sulla fronte, identici ai suoi baffetti, e tra i baffetti ricciuti e gli occhi era un'espressione di ironia bonaria, propria di chi ha vissuto e conosciuto molto di più che non comportino i suoi anni. Doveva aver passato di poco la cinquantina".[7]
- L'Inquisitore: funzionario dei servizi segreti, incontrato apparentemente per caso da Dale, del quale cerca di conquistare la fiducia per servirsene ai propri scopi.
- Isidoro: Partigiano che sorveglia Dale dopo la sua cattura.

## Edizioni
- Corrado Alvaro, L'uomo è forte: romanzo, Milano, Bompiani, 1938.
- Corrado Alvaro, L'uomo è forte: romanzo, Milano, Garzanti, 1966.
- Corrado Alvaro, L'uomo è forte, collana I delfini, n. 23, Milano, Bompiani, 1974.
- Corrado Alvaro, L'uomo è forte, collana Tascabili, prefazione di Michele Prisco, nota introduttiva di Giuseppe Zaccaria, n. 353, Milano, Bompiani, 1984.
- Corrado Alvaro, L'uomo è forte, collana I grandi tascabili, prefazione di Michele Prisco, n. 348, Milano, Bompiani, 1994, ISBN 8845222179.
- Corrado Alvaro, L'uomo è forte, a cura di Nino Borsellino, collana Scrittori di Calabria, n. 16, Soveria - Nuoro, Rubbettino - Ilisso, 2006. ISBN 88-498-1553-0 (Rubbettino); ISBN 88-89188-75-8 (Ilisso).
- Corrado Alvaro, L'uomo è forte, collana I grandi tascabili, introduzione e bibliografia di Massimo Onofri, n. 1392, Milano - Firenze, Bompiani - Giunti, 2018, ISBN 978-88-452-9835-6.

## Opere derivate
- Paura sul mondo per la regia di Domenico Campana (1979), sceneggiato televisivo Rai in tre puntate interpretato da Ugo Pagliai.[4]